# Air Diver
Air Diver est un jeu vidéo de type shoot 'em up développé et édité par Asmik, sorti en 1990 sur Mega Drive, uniquement au Japon et aux États-Unis.
Une suite intitulée Super Air Diver est sortie sur Super Nintendo en 1993.